# Thanatus atratus
Thanatus atratus es una especie de araña cangrejo del género Thanatus, familia Philodromidae. Fue descrita científicamente por Simon en 1875.

## Distribución
Esta especie se encuentra en Europa, Turquía, Cáucaso, Rusia (de Europa a Siberia del Sur), Kazajistán, Irán, Corea y Japón.